# Björn Lindström (löpare)
Björn Lindström, född 30 juni 1947, en svensk friidrottare (sprinter).
Lindström tog SM-guld på 200 meter 1967. Han tävlade för IF Linnéa.